# کارلو یوهو استالبرگ
کارلو یوهو استالبرگ (انگلیسی: Kaarlo Juho Ståhlberg؛ ۲۸ ژانویهٔ ۱۸۶۵ – ۲۲ سپتامبر ۱۹۵۲) یک سیاست‌مدار، استاد دانشگاه و وکیل اهل فنلاند بود.